# Särna och Idre tingslag
Särna och Idre tingslag även benämnt Särna-Idre tingslag var ett tingslag i Dalarna i Kopparbergs län. Tingslaget omfattade nordvästligaste delen av Dalarna. År 1933 hade tingslaget 3 542 invånare på en yta av 4504 km², varav land 4 359.
Tingslaget bildade 1862 genom utbrytning ur Älvdalen och Särna tingslag. Tingslaget upphörde 1948 då verksamheten överfördes till Älvdals, Särna och Idre tingslag. 
Tingslaget hörde före 1876 till Österdalarnas domsaga och från 1876 till Ovansiljans domsaga.

## Socknar
Tingslaget omfattade följande socknar:  
- Särna socken
- Idre socken